# ヘンリーブラッキン
ヘンリー ブラッキン（HENRY Brackin、1988年7月31日 - ）は、ニュージーランドのラグビー選手。旧名ブラッキン・カラウリア＝ヘンリー（Brackin Karauria-Henry）。

## プロフィール
- ニュージーランド・クライストチャーチ出身。
- ポジションはセンター(CTB)。
- 身長 180cm、体重 95kg
- ニックネームはBracks。
- 7人制オーストラリア代表に選ばれたことがある[1]。
- ラグビーオーストラリア代表トレーニングスコットメンバーに選ばれたことがある[2]。

## 略歴
クライストチャーチN高校、オーストラリア体育大学、エンデバースポーツヒグ、ブランビーズ、ワラターズに加入を経て、2012年、NTTコミュニケーションズシャイニングアークス(現・NTTコミュニケーションズ シャイニングアークス東京ベイ浦安)に加入。同年9月1日に行われたジャパンラグビートップリーグ第1節のキヤノンイーグルス戦にて先発出場で日本での公式戦初出場を果たす。
2021年、東京五輪の7人制日本代表内定選手に選ばれた。
2022年、三菱重工相模原ダイナボアーズに加入。2024年5月退団。